# بلوك غلام (كتول)
بلوك غلام (بالفارسية: بلوک‌غلام) هي قرية تقع في إيران في قسم کتول الریفي. يقدر عدد سكانها بـ 242 نسمة بحسب إحصاء 2016.